# Châu Quang
Châu Quang là một xã thuộc huyện Quỳ Hợp, tỉnh Nghệ An, Việt Nam.
Xã Châu Quang có diện tích 26,28 km², dân số năm 1999 là 11064 người, mật độ dân số đạt 421 người/km².